# Runcinia grammica
Runcinia grammica är en spindelart som först beskrevs av Carl Ludwig Koch 1837.  Runcinia grammica ingår i släktet Runcinia och familjen krabbspindlar. Inga underarter finns listade i Catalogue of Life.